# Mola (género)
Mola es un género de peces actinopterigios de la familia Molidae. Incluye tres especies: Mola mola, Mola ramsayi y Mola tecta. Se les conoce comúnmente como peces luna.
Las especies que pertenecen a este género viven en aguas templadas de todo el mundo, y llegan a alcanzar grandes dimensiones (hasta más de 3 m).

## Sinónimos
- Acanthosoma DeKay
- Aledon Castelnau
- Cephalus Shaw
- Diplanchias Rafinesque
- Mola Linck
- Mola Cuvier
- Molacanthus Swainson
- Orthagoriscus Cuvier
- Orthragoriscus Bloch
- Orthragus Rafinesque
- Ozodura Ranzani
- Pallasia Nardo
- Pedalion Guilding
- Trematopsis Ranzani
- Tympanomium Ranzani[3]